# Olympische Sommerspiele 2016/Teilnehmer (Südsudan)
| Gelbes Symbol für Goldmedaillen mit stilisierten Olympischen Ringen | Graues Symbol für Silbermedaillen mit stilisierten Olympischen Ringen | Braundes Symbol für Bronzemedaillen mit stilisierten Olympischen Ringen |
| ------------------------------------------------------------------- | --------------------------------------------------------------------- | ----------------------------------------------------------------------- |
| —                                                                   | —                                                                     | —                                                                       |

Südsudan nahm in Rio de Janeiro an den Olympischen Spielen 2016 teil. Es war die erste Teilnahme an Olympischen Sommerspielen. Fünf Athleten stammten zwar aus dem Südsudan, traten jedoch für das Team Refugee Olympic Athletes an. Kein anderes Land stellte mehr Teilnehmer, die einen Flüchtlingsstatus hatten.

## Teilnehmer nach Sportarten

### Leichtathletik
Laufen und Gehen 
| Athleten       | Wettbewerb | Runde 1     | Runde 1 | Halbfinale    | Halbfinale    | Finale        | Finale        | Rang |
| Athleten       | Wettbewerb | Zeit        | Rang    | Zeit          | Rang          | Zeit          | Rang          | Rang |
| -------------- | ---------- | ----------- | ------- | ------------- | ------------- | ------------- | ------------- | ---- |
| Frauen         |            |             |         |               |               |               |               |      |
| Margret Hassan | 200 m      | 26,99 s     | 71      | ausgeschieden | ausgeschieden | ausgeschieden | ausgeschieden | 71   |
| Männer         |            |             |         |               |               |               |               |      |
| Santino Kenyi  | 1500 m     | 3:45,27 min | 24      | ausgeschieden | ausgeschieden | ausgeschieden | ausgeschieden | 24   |
| Guor Marial    | Marathon   | –           | –       | –             | –             | 2:22:45 h     | 82            | 82   |